# Elisabeta Nicopoi
Elisabeta Nicopoi, née en 1920 et décédée à Haïfa le 6 novembre 2013 est une ouvrière textile roumaine, vivant à Iași. Lors du pogrom perpétré dans cette ville par le régime fasciste roumain, le 27 juin 1941, elle parvient à sauver de nombreux juifs. Elle est reconnue Juste parmi les nations en 1987.

## Biographie
Elisabeta Nicopoi est née en 1920 et vit à Iaşi où elle travaille dans une usine textile où sont aussi employés de nombreux juifs et juives. Lorsque les juifs sont soumis à l'obligation de porter l'étoile jaune, elle en coud une, qu'elle porte en signe de solidarité.
En juin 1941, des signes indiquent la survenue de mesures contre les juifs : les domiciles de juifs sont identifiés, des trachées creusées dans le cimetière juif, des rumeurs antijuives se propagent et des pillages commencent.
Le 27 juin 1941, le dictateur Ion Antonescu ordonne de nettoyer Iași de sa population juive. Le pogrom commence, mené par l'armée roumaine, des gendarmes, des policiers, des troupes allemandes stationnées dans la région de Iasi, ainsi que des civils qui ont rejoint l'armée, souvent à des fins de vol,.
Lorsque Elisabeta Nicopoi est informée de ce qui se passe, elle court informer la famille de son collègue Marcus Strul du danger et leur offre un abri. Elle prévient également de nombreux autres juifs qui vivent à proximité, cache une vingtaine de personnes dans un entrepôt et leur procure de la nourriture.
Elle soutient également les hommes emmenés dans les bataillons de travaux forcés en leur apportant clandestinement des vêtements et de la nourriture. Elle est d'ailleurs arrêtée par la gendarmerie qui soutient le régime roumain, battue et détenue durant plusieurs jours. Elle souffrira toute sa vie des mauvais traitements qu'elle a subis,,.
Lors de ce pogrom, au moins 4 000 Juifs sont assassinés. Plusieurs milliers sont arrêtés, entassés dans des wagons de marchandises et déportés à Calarasi et Podul Iloaei, des villes situées au sud-est d’Iasi. Nombreux sont ceux qui meurent en route, d'asphyxie, de faim ou de déshydratation.
En 1949, Elisabeta Nicopoi épouse Marcus Strul et émigre avec lui en Israël en 1963. Sa famille reste en Roumanie.
Elle décède à Haïfa le 6 novembre 2013. Elle est reconnue Juste parmi les nations le 19 mars 1987 par Yad Vashem. Un arbre est planté en son honneur à Yad Vashem et, le 19 mai 2008, un monument commémore sa mémoire dans le jardin des Justes parmi les nations.
En juin 1976, la ville de Iaşi inaugure la place des Justes parmi les nations, en hommage aux sept citoyens de la ville qui sont venus en aide aux juifs lors du pogrom et ont été reconnus par Yad Vashem : Viorica Agarici, Dumitru Beceanu, Elisabeta Nicopoi, Nona Pântea, Grigore Profir, Simionescu Constanting et Mircea Petru Sion.